# Tát Bố Tố
Tát Bố Tố (chữ Hán: 萨布素, tiếng Mãn: ᠰᠠᠪᡠᠰᡠ, Möllendorff: Sabusu, ? – 1700), Phú Sát thị (Fuca hala), thuộc Mãn Châu Tương Hoàng kỳ, danh tướng kháng Nga thời Khang Hi nhà Thanh.

## Khởi nghiệp
Tổ tiên của Tát Bố Tố nhiều đời sống ở thành Nhạc Khắc Thông Ngạc, ông tổ 4 đời là Sung Thuận Ba Bổn nhờ vũ dũng mà nổi tiếng, giữ ngôi thành trưởng. Thời Thanh Thái Tổ, người kế tục của Sung Thuận Ba Bổn là Cáp Mộc Đô đưa bộ tộc theo về, đồn trú Cát Lâm, làm nhà ở đấy. Tát Bố Tố tự lực được lãnh chức Kiệu kỵ hiệu, rồi thăng Hiệp lãnh. Năm Khang Hi thứ 16 (1677), đế sai bọn Nội đại thần Giác La Vũ Mặc Nột làm lễ ở Trường Bạch Sơn, đến Cát Lâm, muốn tìm người dẫn đường. Ninh Cổ Tháp (寧古塔, tiếng Mãn: ᠨᡳᠩᡤᡠᡨᠠ, chuyển tả: ningguta) Tướng quân Ba Hải lệnh Tát Bố Tố đem 200 quân, dắt 3 tháng lương đi theo.

## Hai lần đánh Nhã Khắc Tát
Năm Khang Hi thứ 17 (1678), Tát Bố Tố được thụ chức Ninh Cổ Tháp Phó Đô thống. Người Nga  chiếm cứ Nhã Khắc Tát (雅克萨, tiếng Mãn: ᠶᠠᡴᠰᠠ, chuyển tả: Yaksa) .
Năm thứ 21 (1682), có chiếu sai ông soái quân cùng bọn Lang Thản đánh giá tình hình Nhã Khắc Tát, rồi xem xét đường thủy lục từ Ngạch Tô Lý đến Hắc Long Giang thông qua Ninh Cổ Tháp. Sau khi Lang Thản trở về báo cáo, Tát Bố Tố được lệnh dựng 2 thành gỗ ở Hắc Long Giang và Hô Mã Nhĩ, rồi theo Ba Hải đưa 500 quân Ninh Cổ Tháp đến giữ, đóng thuyền đặt pháo.
Năm thứ 22 (1683), Tát Bố Tố dâng sớ cho rằng 2 thành trên ở quá xa Nhã Khắc Tát, không gây được sức ép đối với quân Nga, đề nghị vào đầu tháng 7, đóng thuyền xong thì lập tức tấn công. Chư vương, đại thần đồng ý, nhưng Khang Hi Đế không cho. Sau đó triều đình mệnh Ba Hải lưu thủ Cát Lâm, lấy Tát Bố Tố cùng Ninh Cổ Tháp Phó Đô thống Ngõa Lễ Hỗ soái quân trú ở Ngạch Tô Lý. Ngạch Tô Lý nằm giữa Hắc Long Giang và Hô Mã Nhĩ, là vị trí trọng yếu có thể tiến đánh Nhã Khắc Tát, vẫn còn dấu vết của ruộng vườn xưa. Tát Bố Tố nhân đó dời 500 quân trú phòng người Đạt Hô Nhĩ  đến cày cấy, rồi xin điều 3000 quân Ninh Cổ Tháp luân phiên đồn thú. Đế nghĩ tình binh sĩ đồn thú vất vả, mệnh cho xây thành ở Hắc Long Giang, chuẩn bị công cụ, dựng đài quan sát, tính toán lộ trình để thiết lập các dịch trạm, vận lương tích trữ, đặt các chức Tướng quân, Phó Đô thống để lãnh nơi ấy. Tát Bố Tố được thăng làm Hắc Long Giang Tướng quân, nhận lệnh vỗ về những người Nga đã hàng, thụ quan chức cho một số, để họ đi vỗ về những kẻ khác.
Khang Hi Đế mệnh cho Đô thống Ngõa Sơn, Thị lang Quả Phi cùng Tát Bố Tố bàn việc quân, ông xin vào tháng 4 sang năm thì thủy lục cùng tiến, đánh thành Nhã Khắc Tát, nếu không hạ được thì gặt hết mùa màng của địch. Đế nói đã đánh thì phải chắc thắng, còn như mưu tính hấp tấp, sẽ dẫn đến làm việc rồ dại.
Năm thứ 24 (1685), Tát Bố Tố đi hội quân với bọn Bằng Xuân, tiến đánh Nhã Khắc Tát; sau khi quân Thanh chiếm được thành, nhận mệnh dời sang trú ở Mặc Nhĩ Căn (Mergen) , xây thành phòng ngự.
Năm thứ 25 (1686), dâng sớ nói người Nga quay lại chiếm cứ Nhã Khắc Tát, xin sửa sang chiến hạm, đợi băng tan thì tiến đánh. Đế sai lang trung Mãn Phi đi xem xét thì biết là thật, bèn mệnh cho Tát Bố Tố đình chỉ việc dời hơn ngàn gia đình binh đinh đến Mặc Nhĩ Căn, sửa sang chiến hạm, soái 2000 quân đi đánh. Tát Bố Tố hội sư với Lang Thản, Ban Đạt Nhĩ Sa đến dưới thành Nhã Khắc Tát. Tát Bố Tố lệnh cho đắp lũy 3 mặt, riêng phía tây thành gần sông, thì thủy quân trú ở đấy; lúc băng mỏng thì đỗ thuyền ở 2 bờ đông – tây, lúc băng dày thì chuyển vào sông nhánh; ngựa được cho ăn bằng rơm cỏ của Mặc Nhĩ Căn, Hắc Long Giang.
Quân Thanh chặn được cứu binh Nga từ Ni Bố Sở (Nibcu) , tính kế lâu dài. Đế nhờ người Hà Lan gởi thư cho Sa hoàng , Sa hoàng gởi thư trả lời sẽ cho sứ giả đến vẽ lại biên giới, nhưng trước tiên yêu cầu quân Thanh cởi vây cho Nhã Khắc Tát, đế đồng ý, mệnh cho rút quân. Sứ thần của Nga là bọn Feodor Golovin  đến Ni Bố Sở, triều đình mệnh cho bọn Nội đại thần Sách Ngạch Đồ đến hội, lệnh phát 500 quân Hắc Long Giang bảo vệ.
Năm thứ 29 (1690), Tát Bố Tố vào triều, nhận nhiều ân sủng, được ngồi vào ban dành cho Nội đại thần. Sau đó Tát Bố Tố được quản lý cống vật các bộ tộc người Sách Luân (Solon), dâng sớ trình bày các phong tục và việc sanh hoạt của các bộ, đề nghị dựa vào đó đặt ra các quy tắc, đế đồng ý tất cả.

## Trấn áp Cát Nhĩ Đan
Năm thứ 31 (1692), Tát Bố Tố xin xây thành ở Tề Tề Cáp Nhĩ và Bạch Đô Nột , sai bộ lạc Khoa Nhĩ Thấm chọn lấy hơn 4 ngàn tráng đinh các tộc Tích Bá, Quái Nhĩ Sát (Guuwalca Hala), Đạt Hô Nhĩ chia ra trú ở 2 thành, biên chế Tá lĩnh , thuộc Thượng tam kỳ ; rồi đặt các chức Phòng thủ úy, Phòng ngự. Cát Nhĩ Đan xâm phạm, Tát Bố Tố dâng sớ trình bày phương lược tiến quân, đại lược cho rằng nơi có hình thế đắc lợi nhất ở phía bắc Hưng An Lĩnh là núi Tác Ước Nhĩ Tế , từ đó đề nghị dùng quan binh biết đường lối thăm dò xem từ Thịnh Kinh, Cát Lâm, Mặc Nhĩ Căn đến núi xa gần thế nào, chia đặt dịch trạm, nơi nào thiếu nước, đào giếng để đợi; điều quân 3 nơi nói trên hợp với quân trú phòng biên cảnh chia làm 2 lộ: một đi qua Hô Luân Bối Nhĩ (Hulunbuir) ở đông bắc núi, một đi qua Ô Lặc Huy (suối) ở tây bắc núi, hội sư ở núi Tác Ước Nhĩ Tế; đế ưng lời tâu này.
Năm thứ 35 (1696), đế thân chinh Cát Nhĩ Đan, quân Thanh chia làm 3 lộ, đế ra trung lộ, Phí Dương Cổ ra tây lộ, còn Tát Bố Tố chẹn đông lộ, đốc quân Thịnh Kinh, Ninh Cổ Tháp, Khoa Nhĩ Thấm, hội sư ở núi Tác Ước Nhĩ Tế. Tháng 4, Cát Nhĩ Đan bỏ trốn, có chiếu sai Tát Bố Tố chia 500 quân cho Phí Dương Cổ để ông ta truy kích.
Năm thứ 36 (1697), được triệu về kinh, rồi trở lại nhiệm sở.

## Bị giáng chức
Khi xưa biên cảnh có chức Mặc Nhĩ Triết Lặc đồn trưởng, đời đời cống nạp. Đầu thời Khang Hi, đồn trưởng Trát Nỗ Khách Bố Khắc Thác xin đưa bộ tộc dời vào nội địa, Ninh Cổ Tháp Tướng quân Ba Hải sắp xếp cho họ ở Mặc Nhĩ Căn, biên chế làm 40 tá lãnh, gọi là Tân Mãn Châu. Đến nay Tát Bố Tố xin mở trường ở Mặc Nhĩ Căn, chọn lấy một số nhất định những trẻ nhỏ của các tộc Tân Mãn Châu, Tích Bá, Sách Luân, Đạt Hô Nhĩ để dạy dỗ; việc học tập ở Hắc Long Giang bắt đầu từ đây.
Năm thứ 37 (1698), đế đến Cát Lâm, khen ngợi sự cần cù khó nhọc của Tát Bố Tố, cho thế chức Nhất đẳng A Đạt Cáp Cáp Phiên, còn có quan phục ngự dụng, tuyên chỉ khen ngợi trước mọi người. Sau đó Tát Bố Tố dâng sớ nói đồn bảo ở Hắc Long Giang gặp thiên tai nên chưa thể gieo cấy, xin đợi sang năm được mùa mới nộp thóc. Đế cho rằng Tát Bố Tố từng tâu xin bỏ qua việc kinh lý 12 bảo của Tổng đốc Thái Dục Vinh, nêu rõ đã làm xong mọi việc; nay tự nhận đồn bảo bị bỏ hoang, xin tạm ngừng việc gieo cấy, phải đem tráng đinh trả về dịch trạm, bọn họ dùng đến số lúa gạo tích trữ ở đó, sẽ gây thiếu thốn cho binh sĩ trú phòng.
Tát Bố Tố sợ hãi dâng sớ nhận tội, xin đem quân trú phòng Tề Tề Cáp Nhĩ, Mặc Nhĩ Căn mỗi năm luân phiên phái đi 500 người, cày cấy ruộng công ở các bộ Tích Bá, đem thóc chuyển đến Tề Tề Cáp Nhĩ. Có chiếu sai bọn thị lang Mãn Phi làm án, kết tội Tát Bố Tố hoang báo công lao, bỏ phế đất đai, dẫn đến thiếu thốn lương thực, đáng chém; chịu bãi nhiệm, mất thế chức, ở Tá lãnh làm Thượng hành tẩu . Sau đó được thụ Tán trật đại thần.
Năm thứ 39 (1700), ông qua đời.

## Đánh giá
Thời Càn Long, có sắc tu soạn "Thịnh kinh thông chí", liệt tên những danh thần, có lời khen Tát Bố Tố lão luyện sáng suốt, được lòng quân dân, vừa có công đánh Nga, vừa có công mở mang giáo dục ở Hắc Long Giang, thật là tài kiêm văn võ.